# Жукова, Анна Сергеевна
А́нна Серге́евна Жу́кова, урожденная Бутурлина́ (? — 1799) — писательница и поэтесса Екатерининского периода, одна из первых женщин-литераторов России, представитель сентиментальной дамской литературы своего времени. Жена Василия Михайловича Жукова.
Её несколько оригинальных стихотворений («Чувства матери», «Супругу моему, с коим я в разлуке», духовная ода «Чувства о Творце», «Зимние явления») и одно прозаическое произведение («Любовь») напечатаны в журнале «Иппокрена, или Утехи любословия» (1799).
Анна Сергеевна Жукова умерла в 1799 году и в этом же году её сестра Елизавета Неелова написала «Элегию на смерть супруга и болезнь сестры», подписанную «Ел. Н—ва» и имеющую автобиографическое значение.